# (145452) Ritona
(145452) Ritona ist ein großes transneptunisches Objekt im Kuipergürtel, das als Cubewano (CKBO) oder als erweitertes Scattered Disk Object (DO) eingestuft wird. Aufgrund seiner Größe ist der Asteroid ein Zwergplanetenkandidat.

## Entdeckung
(145452) Ritona wurde am 10. September 2005 von einem Astronomenteam, bestehend aus Andrew Becker, Andrew Puckett und Jeremy Martin Kubica, mit dem 2,5-m-Ritchey Chretien-Teleskop am Apache-Point-Observatorium (New Mexico) entdeckt. Die Entdeckung wurde am 23. Juli 2006 bekannt gegeben. Der Planetoid erhielt später von der IAU die Kleinplaneten-Nummer 145452.
Nach seiner Entdeckung ließ sich Ritona auf Fotos bis zum 2. Juni 1954, die im Rahmen des Digitized-Sky-Survey-Programmes (DSS) am Palomar-Observatorium (Kalifornien) gemacht wurden, zurückgehend identifizieren und so seinen Beobachtungszeitraum um 51 Jahre verlängern, um so seine Umlaufbahn genauer zu berechnen. Seither wurde der Planetoid durch verschiedene Teleskope wie das Herschel- und das Spitzer-Weltraumteleskop sowie erdbasierte Teleskope beobachtet. Im Oktober 2017 lagen insgesamt 398 Beobachtungen über einen Zeitraum von 64 Jahren bei 22 Oppositionen vor. Mit Stand vom März 2019 war die letzte verzeichnete Beobachtung im November 2018 an der Sternwarte Großschwabhausen (Thüringen).

## Eigenschaften

### Umlaufbahn
Ritona umkreist die Sonne in 268,62 Jahren auf einer fast kreisförmigen Umlaufbahn zwischen 40,60 AE und 42,66 AE Abstand zu deren Zentrum. Die Bahnexzentrizität beträgt nur 0,025, die Bahn ist 19,29° gegenüber der Ekliptik geneigt. Derzeit ist der Planetoid 40,62 AE von der Sonne entfernt. Das Perihel durchläuft er das nächste Mal 2024, der letzte Periheldurchlauf dürfte also im Jahre 1796 erfolgt sein.
Marc Buie (DES) klassifiziert den Planetoiden als erweitertes SDO (ESDO bzw. DO), während das Minor Planet Center ihn als Cubewano einordnet, wobei er zu den bahndynamisch „heißen“ klassischen KBO gehört; letzteres führt ihn auch als Nicht-SDO und allgemein als Distant Object.

### Größe und Rotation
2012 wurde der Durchmesser mit dem Herschel-Weltraumteleskop auf 679 km bestimmt, womit der Asteroid eine mit Varuna vergleichbare Größe aufweist. Dieser Wert beruht auf einem angenommenen Rückstrahlvermögen von 10,7 % und einer absoluten Helligkeit von 3,89m. Der Durchmesser müsste in jedem Fall zwischen 600 und 800 km betragen. Ausgehend von einem Durchmesser von 679 km ergibt sich eine Gesamtoberfläche von etwa 1.448.000 km². Die scheinbare Helligkeit von Ritona beträgt 19,98 m.
Da anzunehmen ist, dass sich Ritona aufgrund seiner Größe im hydrostatischen Gleichgewicht befindet und somit weitgehend rund sein muss, sollte er die Kriterien für eine Einstufung als Zwergplanet erfüllen. Mike Brown geht davon aus, dass es sich bei Ritona höchstwahrscheinlich um einen Zwergplaneten handelt. Nach Gonzalo Tancredi 2010 ist es nur möglicherweise einer.
Anhand von Lichtkurvenbeobachtungen rotiert Ritona in 6 Stunden und 57 Minuten einmal um seine Achse. Daraus ergibt sich, dass er in einem Ritona-Jahr 338325,6 Eigendrehungen („Tage“) vollführt. Dies ist allerdings noch mit einigen Unsicherheiten behaftet, da die damalige Beobachtungszeit nicht ausreichte und die Fehlerquote bei ungefähr 30 % liegt.
| Jahr                                         | Abmessungen km   | Quelle              |
| -------------------------------------------- | ---------------- | ------------------- |
| 2008                                         | 697,0            | Tancredi            |
| 2010                                         | 697,0            | Tancredi            |
| 2012                                         | 679,0 +55,0−73,0 | Vilenius u. a.      |
| 2018                                         | 764,76           | LightCurve DataBase |
| 2018                                         | 697,0            | Brown               |
| Die präziseste Bestimmung ist fett markiert. |                  |                     |